# UGC 3536A
UGC 3536A è una galassia ellittica visibile nella costellazione di Cefeo.
Il nucleo si presenta alquanto compatto. L'alone della galassia sembra in interazione gravitazionale con UGC 3528A, ma è solo una vicinanza prospettica.
A circa 1',5 a nordovest vi è la piccola galassia a spirale UGC 3528A.